# Michel-Paul Giroud
Pour les articles homonymes, voir Giroud.
Michel-Paul Giroud, né le 4 mai 1933 dans le IXe arrondissement de Paris et mort le 11 septembre 2011 à Saint-Sébastien-de-Morsent (Eure), est un dessinateur de bandes dessinées français. 

## Biographie

### Études
Il est le fils d'Eugène Giroud (Eu.Gire), dessinateur, et de Marguerite Deglise. 
Après des études élémentaires, entrecoupées par la Seconde Guerre mondiale, il entreprend des études de dessin : 
- Cours préparatoire aux écoles d'Art (Académie de la Grande Chaumière).
- Un an de cours du soir aux Arts Déco.

À 21 ans, il fait son service militaire pendant 2 ans comme instructeur à l'école militaire enfantine Hériot (enfants de troupe) où il réalise des tableaux, des fresques et autres. Au retour de son service militaire, il va aux Arts Déco de Paris et obtient son « Brevet d'Art Déco ».

### Parcours professionnel
Durant ses études, Michel aide son père en faisant la mise en couleur de ses BD et l'écriture du texte dans les bulles. 
Il commence ensuite sa carrière personnelle par 23 épisodes de Tinnabule et les Yaya de 1957 à 1959 où il ne fait que le dessin. Il poursuit par Tonton Bola et Cie de 1959 à 1965, édité aux éditions Okay où il fait le dessin et le scénario.
À la même époque, il fait les pages jeux (découpages  et coloriages pour les enfants) de Riquiqui et Roudoudou dans le magazine Kiwi. Il crée Rook and Rool, aux éditions Aventure et Voyag, un petit Indien et son mustang, baptisés ainsi sous les conseils de son épouse.
En 1960, Jean Cézard, dessinateur et ami de son père, demande à Michel de reprendre les aventures de Kiwi dont il est le créateur.
En 1964, Cézard lui propose de reprendre Arthur le fantôme pour les livres de poche (50 albums de poche). Ces deux propositions sont bien sûr acceptées.
En 1968, Eu.Gire tombe malade et ne peut plus assurer les dessins de La Pension Radicelle et Les découvertes de Saturnin. Ils sont confiés à Michel pour honorer la commande.
Chronologiquement : 
- La bande des loups (scénario et dessin)
- Couvertures de Pif Gadget, présentation de gadgets et pages de jeux
- Le Capt'ain Vir-de-Bor, des éditions Mon journal (scénario et dessin)
- Yankee, des éditions Mon journal (scénario et dessin)
- Toy, des éditions Mon journal (scénario et dessin)

Et diverses participations avec les éditions : Francs Jeux, Fleurus, Mej, Feu Nouveau, La semaine d'Evreux et Messages.

### Vie personnelle
Il se marie en 1960 avec Geneviève Favrot-Beauvais. Ils s'installent à Bécon les Bruyères, un quartier de Courbevoie (92) et ont trois enfants (deux filles et un garçon).